# Матяш, Никита Маркович
Ники́та Ма́ркович Ма́тяш (1897—1988) — руководитель звена кукурузоводов колхоза имени 40-летия Октября, Украинская ССР.

## Биография
Родился 16 апреля 1897 года в селе Новый Стародуб Херсонской губернии.
Работал в колхозе имени 40-летия Октября Петровского района. Знаменитый земледелец, руководитель звена кукурузоводов. Разработал особую технологию слежения за кукурузой на всех этапах её выращивания. На его участке собирали более 100 ц/га кукурузы.

## Память
Имя Н. М. Матяша занесено в «Золотую книгу кукурузоводов».

## Награды
- Герой Социалистического Труда (1966).
- Награждён орденами Ленина (1966), Трудовой Славы, золотой и серебряной медалями ВДНХ СССР.